# Östra realskolan
Östra realskolan var ett läroverk i Göteborg som var verksamt mellan 1902 och 1969.

## Historia
Göteborgs östra realskola påbörjade sin verksamhet 1902 med namnet Östra femklassiga läroverket i Göteborg. Från 1958 fanns här också ett kommunalt gymnasium.
Skolan kommunaliserades 1966 samtidigt som realskolan avvecklades och fick därefter namnet Gullbergsgymnasiet, vilket sedan avvecklades 1969. Studentexamen gavs från 1962 till 1968 och realexamen från 1907 till 1966.

## Byggnaden
Skolan var de första åren belägen vid Drottningtorget.
Skolan vid Stampgatan 13 invigdes den 11 januari 1906 efter ritningar av arkitekt Yngve Rasmussen. År 1969 övertogs byggnaden av Göteborgs högre samskola.